# Diócesis de Charleston
La diócesis de Charleston (en latín: Dioecesis Carolopolitana y en inglés: Roman Catholic Diocese of Charleston) es una circunscripción eclesiástica de la Iglesia católica en Estados Unidos. Se trata de una diócesis latina, sufragánea de la arquidiócesis de Atlanta, que tiene al obispo Jacques Eric Fabre, C.S. como su ordinario desde el 22 de febrero de 2022.

## Territorio y organización
La diócesis tiene 80 779 km² y extiende su jurisdicción sobre los fieles católicos de rito latino residentes en el estado de Carolina del Sur.
La sede de la diócesis se encuentra en la ciudad de Charleston, en donde se halla la Catedral de San Juan Bautista. En Columbia se encuentra la basílica menor de San Pedro.
En 2021 en la diócesis existían 94 parroquias agrupadas en 6 decanatos: Coastal Deanery, Midlands Deanery, Pee Dee Deanery, Piedmont Deanery, Hispanic Outreach - Piedmont Office, Lowcountry Deanery and Prison Ministry.
The Catholic Miscellany, sucesor al U.S. Catholic Miscellany, es el primer periódico católico de los Estados Unidos, es el periódico oficial de la diócesis de Charleston.

## Historia
La diócesis fue erigida el 11 de julio de 1820 con el breve Inter multiplices del papa Pío VII, obteniendo el territorio de la arquidiócesis de Baltimore, de la que originalmente era sufragánea. Es la séptima diócesis más antigua de la Iglesia católica en los Estados Unidos.
El 18 de junio de 1834 con la bula Benedictus Deus el papa Gregorio XVI confirmó el territorio de jurisdicción de los obispos de Charleston, que incluía Carolina del Norte, Carolina del Sur y Georgia.
El 19 de julio de 1850 cedió una parte de su territorio para la erección de la diócesis de Savannah mediante el breve Exigit pastorale del papa Pío IX.
El 6 de abril de 1854 se consagró la Catedral de San Juan y San Finbar (St. John and St. Finbar). El 11 de diciembre de 1861 fue destruida por un incendio que afectó a la mayor parte de la ciudad. La catedral actual fue construida sobre los cimientos de las ruinas para reemplazar la original.
El 31 de octubre de 1858, a los obispos de Charleston se les confió la administración de las islas Bahamas, que pertenecía al vicariato apostólico de Jamaica (hoy arquidiócesis de Kingston en Jamaica), hasta el 28 de julio de 1885, cuando las islas pasaron a la arquidiócesis de Nueva York.
El 3 de marzo de 1868 la diócesis cedió otra porción de su territorio para la erección del vicariato apostólico de Carolina del Norte (hoy diócesis de Raleigh) mediante el breve Summi apostolatus del papa Pío IX.
El 10 de febrero de 1962 pasó a formar parte de la provincia eclesiástica de Atlanta.

## Estadísticas
De acuerdo al Anuario Pontificio 2022 la diócesis tenía a fines de 2021 un total de 192 764 fieles bautizados.
| Año                                                                             | Población            | Población | Población      | Sacerdotes | Sacerdotes    | Sacerdotes    | Bautizados por sacerdote | Diáconos permanentes | Religiosos | Religiosos | Parroquias |
| Año                                                                             | Bautizados católicos | Total     | % de católicos | Total      | Clero secular | Clero regular | Bautizados por sacerdote | Diáconos permanentes | Varones    | Mujeres    | Parroquias |
| ------------------------------------------------------------------------------- | -------------------- | --------- | -------------- | ---------- | ------------- | ------------- | ------------------------ | -------------------- | ---------- | ---------- | ---------- |
| 1950                                                                            | 17 508               | 1 899 804 | 0.9            | 101        | 60            | 41            | 173                      |                      | 41         | 230        | 42         |
| 1959                                                                            | 31 018               | 2 370 000 | 1.3            | 134        | 78            | 56            | 231                      |                      | 94         | 335        | 57         |
| 1966                                                                            | 41 704               | 2 450 000 | 1.7            | 150        | 85            | 65            | 278                      |                      | 104        | 344        | 63         |
| 1970                                                                            | 44 751               | 2 669 000 | 1.7            | 156        | 97            | 59            | 286                      |                      | 82         | 278        | 65         |
| 1976                                                                            | 51 561               | 2 784 000 | 1.9            | 129        | 75            | 54            | 399                      | 2                    | 77         | 248        | 95         |
| 1980                                                                            | 59 027               | 2 876 000 | 2.1            | 135        | 78            | 57            | 437                      | 18                   | 84         | 272        | 105        |
| 1990                                                                            | 78 768               | 3 566 650 | 2.2            | 133        | 76            | 57            | 592                      | 28                   | 86         | 214        | 112        |
| 1999                                                                            | 121 637              | 3 760 000 | 3.2            | 126        | 92            | 34            | 965                      | 63                   | 28         | 137        | 85         |
| 2000                                                                            | 126 794              | 3 885 736 | 3.3            | 135        | 101           | 34            | 939                      | 69                   | 61         | 154        | 85         |
| 2001                                                                            | 130 255              | 4 012     | 3.2            | 134        | 100           | 34            | 972                      | 70                   | 64         | 151        | 91         |
| 2002                                                                            | 130 696              | 4 012     | 3.3            | 123        | 89            | 34            | 1062                     | 70                   | 70         | 152        | 117        |
| 2003                                                                            | 148 116              | 4 027 012 | 3.7            | 145        | 102           | 43            | 1021                     | 103                  | 86         | 137        | 117        |
| 2004                                                                            | 152 413              | 4 054 890 | 3.8            | 153        | 108           | 45            | 996                      | 100                  | 69         | 143        | 93         |
| 2006                                                                            | 157 358              | 4 229 990 | 3.7            | 140        | 96            | 44            | 1123                     | 78                   | 64         | 134        | 92         |
| 2013                                                                            | 192 422              | 4 679 230 | 4.1            | 162        | 115           | 47            | 1187                     | 127                  | 72         | 110        | 95         |
| 2016                                                                            | 196 245              | 4 832 482 | 4.1            | 154        | 106           | 48            | 1274                     | 110                  | 68         | 91         | 96         |
| 2019                                                                            | 196 736              | 5 024 369 | 3.9            | 156        | 113           | 43            | 1261                     | 178                  | 57         | 82         | 94         |
| 2021                                                                            | 192 764              | 5 148 714 | 3.7            | 150        | 111           | 39            | 1285                     | 187                  | 58         | 84         | 94         |
| Fuente: Catholic-Hierarchy, que a su vez toma los datos del Anuario Pontificio. |                      |           |                |            |               |               |                          |                      |            |            |            |

### Escuelas secundarias

#### Escuelas diocesanas
- Bishop England High School, Charleston
- Cardinal Newman High School, Columbia
- Bishop Baker High School, se espera que sea construida en Myrtle Beach

#### Private High schools
- St. Joseph's High School, Greenville
- St. Francis Xavier High School, Sumter

### Escuelas elementales parroquiales
- Saint John Catholic School, North Charleston
- Blessed Sacrament School, Charleston
- Charleston Catholic School, Charleston
- Christ Our King-Stella Maris, Mount Pleasant
- Nativity School, Charleston
- St. John Neumann Catholic School, Columbia
- St. Joseph's Catholic School, Greenville
- St. Martin de Porres Catholic School, Columbia
- St. Mary Help of Christians Catholic School, Aiken
- St. Peter's Catholic School, Columbia
- Summerville Catholic School, Summerville
- Prince of Peace Catholic School, Taylors
- St. Joseph Catholic School, Anderson
- St. Paul the Apostle Catholic School, Spartanburg
- St. Benedict School, planeada para ser construida en Mount Pleasant

## Episcopologio
- John England † (11 de julio de 1820-11 de abril de 1842 falleció)
- Ignatius Aloysius Reynolds † (28 de noviembre de 1843-6 de marzo de 1855 falleció)
  - John McCaffrey † (9 de enero de 1857-mayo de 1857 renunció) (obispo electo)
- Patrick Neeson Lynch † (11 de diciembre de 1857-26 de febrero de 1882 falleció)
- Henry Pinckney Northrop † (27 de enero de 1883-7 de junio de 1916 falleció)
- William Thomas B. Russell † (7 de diciembre de 1916-18 de marzo de 1927 falleció)
- Emmet Michael Walsh † (20 de junio de 1927-8 de septiembre de 1949 nombrado obispo coadjutor de Youngstown[13])
- John Joyce Russell † (28 de enero de 1950-3 de julio de 1958 nombrado obispo de Richmond)
- Paul John Hallinan † (9 de septiembre de 1958-19 de febrero de 1962 nombrado arzobispo de Atlanta)
- Francis Frederick Reh † (6 de junio de 1962-5 de septiembre de 1964 nombrado rector del Pontificio Colegio Norteamericano[14])
- Ernest Leo Unterkoefler † (12 de diciembre de 1964-22 de febrero de 1990 renunció)
- David Bernard Thompson † (22 de febrero de 1990 por sucesión-12 de julio de 1999 retirado)
- Robert Joseph Baker (12 de julio de 1999-14 de agosto de 2007 nombrado obispo de Birmingham)
- Robert Eric Guglielmone (24 de enero de 2009-22 de febrero de 2022 retirado)
- Jacques Eric Fabre, C.S., desde el 22 de febrero de 2022